# Akiko Futaba
Akiko Futaba (二葉 あき子, Futaba Akiko) née Yoshie Kato (加藤 芳江) le 2 février 1915 – décédée le 16 août 2011, est une chanteuse japonaise de ryūkōka. À la fin de la Seconde Guerre mondiale elle est l'une des chanteuses les plus populaires au Japon avec Hamako Watanabe et Noriko Awaya. Elle participe par ailleurs dix fois à l'émission télévisée Kōhaku Uta Gassen, une des plus célèbres émissions de télévision musicales annuelles du Japon.

## Biographie
Originaire de la ville de Hiroshima, elle est élevée à Miyoshi dans la préfecture de Hiroshima. Diplômée de l'école de musique de Tokyo, elle est impressionnée par Takeo Masunaga (aussi connu sous le nom Ichirō Fujiyama) lors d'une représentation organisée par l'école et fait ses débuts en 1936. Sa célèbre chanson Furuki Hanazono (古き花園, lit. « Vieux jardin fleuri ») sort en 1939. Le 6 août 1945, elle échappe de peu au bombardement atomique de Hiroshima car le train à bord duquel elle se trouve traverse un tunnel au moment de l'explosion.
Elle met un terme à son activité de chanteuse en 2003 et se retire à Hiroshima où elle meurt le 16 août 2011.

## Discographie
- 1936 : Ano Yume Kono Yume (あの夢この夢?)
- 1937 : Otome Jūku (乙女十九?)
- 1939 : Furuki Hanazono (古き花園?)
- 1940 : Ano Hana Kono Hana (あの花この花?)
- 1946 : Wakarete mo (別れても?)
- 1946 : Otome Gokoro wa (乙女心は?)
- 1948 : Francesca no Kane (フランチェスカの鐘?)
- 1949 : Yume yo Mō Ichido (夢よもういちど?)
- 1950 : Hoshi no Tameiki (星のためいき?)

## Filmographie
- 1938 : Hotaru no hikari
- 1939 : Junjô nijûsô
- 1939 : Shunrai
- 1941 : Kimi yo tomo ni utawan
- 1945 : Soyokaze
- 1948 : Sambyakurokujugo ya – Osaka-hen
- 1948 : Sambyakurokujugo ya – Tokyo-hen
- 1950 : Nippon G Men: Dai-ni-wa – Nansenzaki no kettô
- 1950 : Watashi wa josei no. 1

## Source de la traduction
- (en) Cet article est partiellement ou en totalité issu de l’article de Wikipédia en anglais intitulé « Akiko Futaba » (voir la liste des auteurs).